# Васкес, Роберта
Роберта Васкес (англ. Roberta Vasquez; 13 февраля 1963, Лос-Анджелес, Калифорния, США) — американская модель и актриса фильмов категории B.

## Биография
Родилась в 1963 году в Лос-Анджелесе.
Playmate журнала Playboy   в ноябре 1984 года.
На экране дебютировала  в 1985 году, снявшись в короткометражном фильме Чича Марина «Прочь из моей комнаты!». Известна по ролям в сексплутационных кинобоевиках 80-90-х годов. Её основное сотрудничество связано с режиссёром Энди Сидарисом. В 1990 году Васкес снялась в фильме Клинта Иствуда «Новичок».
Работала в калифорнийской полиции. Из-за модельной и актёрской  карьеры Роберте пришлось бросить школу. Окончила она её лишь в 1997 году, после чего поступила на биологический факультет Колледжа Санта-Моники.